# Грег Гендс
Грегорі Вільям «Грег» Гендс (англ. Gregory William «Greg» Hands; нар. 14 листопада 1965, Нью-Йорк, США) — британський політик-консерватор, член парламенту з 2005 року і головний секретар Казначейства з 2015.

## Життєпис
Гендс вивчав сучасну історію у Кембриджському університету, під час навчення був головою Консервативної асоціації Кембриджу і входив до виконкому Союзу студентів Кембриджського університету. Він був членом Друзів Руді Джуліані у Нью-Йорку, допомагаючи йому стати першим республіканським мером Нью-Йорка протягом багатьох десятиліть. Гендс працював у банківській сфері до 1997 року. У 1998 році він був обраний до ради боро Гаммерсміт і Фулем Лондона, де він став лідером Консервативної групи у 1999 році і залишався на цій посаді до 2003 року.
Одружений, має двох дітей. Володіє чеською, французькою, німецькою та словацькою мовами. Він має подвійне американське/британське громадянство.